# Hyalobathra dialychna
Hyalobathra dialychna là một loài bướm đêm trong họ Crambidae.